# Trigonopeltastes intermedius
Trigonopeltastes intermedius är en skalbaggsart som beskrevs av Bates 1887. Trigonopeltastes intermedius ingår i släktet Trigonopeltastes och familjen Cetoniidae. Inga underarter finns listade i Catalogue of Life.